# 上白根
上白根（かみしらね）は、神奈川県横浜市旭区の地名。現行行政地名は上白根一丁目から上白根三丁目。住居表示実施済区域。

## 地理
旭区の北東部に位置し、東に中白根、西に上白根町、南に白根、北に横浜市緑区寺山町と接している。

### 地価
住宅地の地価は、2025年（令和7年）1月1日の公示地価によれば、上白根2-16-12の地点で15万9000円/m²となっている。

## 歴史

### 沿革
- 1989年（平成元年）8月21日 - 上白根町、白根町、緑区寺山町の各一部から編入し、横浜市旭区上白根一丁目から上白根三丁目を新設[7]。
- 2023年（令和5年）4月1日 - 横浜市立旭北中学校が閉校。横浜市立上白根中学校と統合し、旭北中学校跡地に横浜市立上白根北中学校が開校。[8]

### 町名の変遷
| 実施後       | 実施年月日                | 実施前（各町名ともその一部） |
| ------------ | ------------------------- | ---------------------------- |
| 上白根一丁目 | 1989年（平成元年）8月21日 | 上白根町、白根町の各一部     |
| 上白根二丁目 | 1989年（平成元年）8月21日 | 上白根町、白根町の各一部     |
| 上白根三丁目 | 1989年（平成元年）8月21日 | 上白根町、緑区寺山町の各一部 |

## 世帯数と人口
2025年（令和7年）6月30日現在（横浜市発表）の世帯数と人口は以下の通りである。
| 丁目         | 世帯数    | 人口    |
| ------------ | --------- | ------- |
| 上白根一丁目 | 1,062世帯 | 2,158人 |
| 上白根二丁目 | 1,350世帯 | 2,851人 |
| 上白根三丁目 | 891世帯   | 1,845人 |
| 計           | 3,303世帯 | 6,854人 |

### 人口の変遷
国勢調査による人口の推移。
| 年                 | 人口  |
| ------------------ | ----- |
| 1995年（平成7年）  | 8,321 |
| 2000年（平成12年） | 8,155 |
| 2005年（平成17年） | 7,592 |
| 2010年（平成22年） | 7,721 |
| 2015年（平成27年） | 7,391 |
| 2020年（令和2年）  | 7,010 |

### 世帯数の変遷
国勢調査による世帯数の推移。
| 年                 | 世帯数 |
| ------------------ | ------ |
| 1995年（平成7年）  | 2,723  |
| 2000年（平成12年） | 2,840  |
| 2005年（平成17年） | 2,778  |
| 2010年（平成22年） | 2,974  |
| 2015年（平成27年） | 2,931  |
| 2020年（令和2年）  | 2,885  |

## 学区
市立小・中学校に通う場合、学区は以下の通りとなる（2024年11月時点）。
| 丁目         | 街区                                                            | 小学校               | 中学校                 |
| ------------ | --------------------------------------------------------------- | -------------------- | ---------------------- |
| 上白根一丁目 | 1〜4番                                                          | 横浜市立白根小学校   | 横浜市立鶴ヶ峯中学校   |
| 上白根一丁目 | 5番、12番〜36番23号 36番24号（24-2号を除く） 36番43号、37〜38番 | 横浜市立白根小学校   | 横浜市立今宿中学校     |
| 上白根一丁目 | 6〜11番、36番24-2号 36番25〜42号、39〜40番                      | 横浜市立上白根小学校 | 横浜市立上白根北中学校 |
| 上白根二丁目 | 全域                                                            | 横浜市立上白根小学校 | 横浜市立上白根北中学校 |
| 上白根三丁目 | 全域                                                            | 横浜市立上白根小学校 | 横浜市立上白根北中学校 |

## 事業所
2021年（令和3年）現在の経済センサス調査による事業所数と従業員数は以下の通りである。
| 丁目         | 事業所数  | 従業員数 |
| ------------ | --------- | -------- |
| 上白根一丁目 | 37事業所  | 291人    |
| 上白根二丁目 | 55事業所  | 918人    |
| 上白根三丁目 | 46事業所  | 1,020人  |
| 計           | 138事業所 | 2,229人  |

### 事業者数の変遷
経済センサスによる事業所数の推移。
| 年                 | 事業者数 |
| ------------------ | -------- |
| 2016年（平成28年） | 168      |
| 2021年（令和3年）  | 138      |

### 従業員数の変遷
経済センサスによる従業員数の推移。
| 年                 | 従業員数 |
| ------------------ | -------- |
| 2016年（平成28年） | 2,263    |
| 2021年（令和3年）  | 2,229    |

## 交通

### 道路
- 神奈川県道45号丸子中山茅ヶ崎線

## 施設
- 横浜市立上白根北中学校
- 横浜市立上白根小学校
- 横浜四季の森フォレオ
- フジパン横浜工場

## その他

### 日本郵便
- 郵便番号 : 241-0002[3]（集配局：横浜旭郵便局[18]）

### 警察
町内の警察の管轄区域は以下の通りである。
| 丁目         | 番・番地等 | 警察署   | 交番・駐在所   |
| ------------ | ---------- | -------- | -------------- |
| 上白根一丁目 | 全域       | 旭警察署 | ひかりが丘交番 |
| 上白根二丁目 | 全域       | 旭警察署 | ひかりが丘交番 |
| 上白根三丁目 | 全域       | 旭警察署 | ひかりが丘交番 |

## 参考資料
- “横浜市町区域要覧” (PDF).   横浜市市民局 (2016年6月). 2023年6月6日閲覧。 “横浜市町区域要覧”